# Мале Лугове
Мале Лугове (рос. Малое Луговое) — селище Гур'євського міського округу, Калінінградської області Росії. Входить до складу Луговського сільського поселення.
Населення —  1084 особи (2015 рік). 

## Населення
| 2002 | 2010  |
| ---- | ----- |
| 1051 | ↗1084 |